# اپشون
اپشون (به فرانسوی: Apchon) یک کمون در فرانسه است که در کانتال واقع شده‌است. اپشون ۱۲٫۴۳ کیلومتر مربع مساحت دارد ۱٬۰۶۰ متر بالاتر از سطح دریا واقع شده‌است.